# 6DoF

The six degrees of freedom: forward(前)/back(後), up(上)/down(下), left(左)/right(右), pitch(ピッチ), yaw(ヨー), roll(ロール)

6DoF（英語: six degrees of freedom）とは、3次元において剛体が取り得る動きの自由度のことである。具体的には、前または後・上または下・左または右に（別の言い方では3次元の直交座標系の軸に沿って）動くことができ、また直交座標系の3軸おのおのの周囲を回転できることを指す。回転については、航空機などの運動用語であるピッチング・ヨーイング・ローリングの各項も参照。

## ロボット工学
シリアルリンクマニピュレータ（通常の多関節型ロボットアーム）やパラレルリンクマニピュレータで構成されたシステムでは一般的に、ロボットアームのエンドエフェクタ、つまり手先部分が6つの自由度（3次元の位置と3次元の姿勢）を取れるように設計される。これにより、順運動学と逆運動学に従い、各軸の関節角とロボットのコンフィグレーションとの間に直接的な関係がもたらされる。
ロボットアームの機能は、その関節自由度の数によって説明される。この数字はアームが持つ1軸回転関節の数を表し、数字が大きいほどそのアームが道具を柔軟に位置決めできることを示す。この数字は、システムにおける総体としての位置取り能力を示す自由度（空間自由度）の抽象的定義とは対照的に、実用性のある指標である。
ヒューマノイドロボット（人型ロボット）は一般に全身で30以上の自由度を持ち、各腕は6自由度を、各膝が5か6自由度を、胴体や首にも数自由度を持つ。

## 工学
機械工学やバイオメカニクスの分野では6DoFの考え方は重要で、そのシステムの特性を解析・測定するのに6つの自由度すべてを考慮する必要がある。6DoFの計測は今日、直流と交流の磁場や電磁場を検知して位置と角度を計測しプロセシングユニットに送信するセンサー群によって達成される。得られたデータは、必要性に応じユーザーによってプログラミングされたソフトウェアによって統合され関連付けられる。
米アセンション社（Ascension Technology Corporation）は最近、針生検に収まる小型サイズの6DoFデバイスを作成していて、医師に数分単位でより良い検査が行えるようにした。新しいセンサーは、立体トランスミッターもしくは平面トランスミッターで発生させた直流磁場パルスを受動的に検知するもので、医療用のOEMとして総合的な商品化されたものを購入可能である。
また6DoFの考え方は海を航行する船の動きでも次のように説明されている。
トランスレーション:
1. 上下に動く (ヒーヴィング)
2. 左右に動く (スウェーイング)
3. 前後に動く (サージング)

ローテーション（回転）:
1. 前後に傾く (ピッチング)
2. 左右に首を振る (ヨーイング)
3. 左右に傾斜する (ローリング)

## ゲームコントローラー
6DoFは、コンピュータゲームにおけるキャラクターの動作等についても用いられる。
ファーストパーソン・シューティングゲーム(FPS)においては、一般的にプレイヤーキャラクターに5つの自由度が与えられている。前進後退、左右へのスライド移動、上下動（立位からしゃがんだり伏せる）、ヨー（左右に旋回）、ピッチ（見上げる・見下ろす）である。そのゲームに体を傾ける動きも実装されていた場合、6つ目の自由度があると解釈することもできるが、体を傾ける角度はわずかなものに限定されているので、完全正確に6DoFがあるとは言いがたい。
6DoFという用語はときおり、そのゲームにおいて可能な動きの自由さの説明として用いられるが、完全な6DoF基準に適合していないことがゲーム内において自由な行動ができないということは示さない。たとえばDead Space 2やHomeworld、ZONE OF THE ENDERS等においても自由に動かすことができている。
3次元移動と3次元回転がすべて可能な、完全な6DoF動作ができるゲームの一例としては、Shattered Horizon、DESCENTシリーズの一部バージョン、Retrovirus、Miner Wars 2081、Space Engineers、Forsakenなどが存在する。またスペースMMOのVendetta Onlineも6自由度を与えられている。
6DoFから派生した略語で、回転はできないが3次元の移動は可能なゲームを、3DoFと分類することがある。
TrackIRのようなゲーム用モーショントラッキング入力デバイスにおいても、6DoFのヘッドトラッキングが可能となっている。このデバイスはしばしば、フライトシミュレーションやドライビングシミュレーターといったゲームに組み合わされて視線を移動するのに使用され、コックピットから迅速に周囲を見渡し敵を発見したり事故を防止したりすることが可能となり、プレイ上で有利となる。この視野の自由度を表す場合、古いゲーム等で3DoFと説明されるものは、視線を上下左右の2軸に回転させ望遠広角を変化させることの3つの自由が可能で、頭を上下左右に移動させたり左右に傾斜させることができないものを指す。
Razer HydraというPC向けモーションコントローラーは、ケーブルにつながれた2つのヌンチャクの位置と回転をトラッキングすることができ、これによりプレイヤーの両手の動きを6DoFとして提供できる。
SpaceOrb 360は1996年に発売されたコンピュータ用6DoF入力デバイスで、最初の製造販売はスペーステックIMC社（SpaceTec IMC company、後にロジクールに買収されることとなるLabtecに買収された）によって行われた。